# Fortín Olmos
Fortín Olmos is een plaats in het Argentijnse bestuurlijke gebied Vera (departement) in de provincie Santa Fe. De plaats telt 3.738 inwoners.